# Douglass Miles Henderson
Douglass Miles Henderson ( * 1938 - 1996 ) fue un botánico estadounidense

## Algunas publicaciones

### Libros
- 1977. Endangered and threatened plants of Idaho: A summary of current knowledge Moscow: Forest, Wildlife and Range Experiment Station, Universidad de Idaho. vi, 72 pp.

- La abreviatura «Douglass M.Hend.» se emplea para indicar a Douglass Miles Henderson como autoridad en la descripción y clasificación científica de los vegetales.[1]